# Blacus tobiae
Blacus tobiae är en stekelart som beskrevs av Haeselbarth 1973. Blacus tobiae ingår i släktet Blacus och familjen bracksteklar. Utöver nominatformen finns också underarten B. t. rufoflavus.